# Acantharctia bivittata
Acantharctia bivittata is een vlinder van de familie van de spinneruilen (Erebidae), van de onderfamilie van de beervlinders (Arctiinae). De wetenschappelijke naam van deze soort is voor het eerst voorgesteld als Aloa bivittata door Arthur Gardiner Butler in een publicatie uit 1898.
De soort komt voor in Kenia.